# Getta ennia
Getta ennia là một loài bướm đêm thuộc họ Notodontidae. Nó được tìm thấy ở Amazon basin, bao gồm Peru.